# Laredo Ranchettes
Laredo Ranchettes é uma Região censo-designada localizada no estado norte-americano do Texas, no Condado de Webb.

## Demografia
Segundo o censo norte-americano de 2000, a sua população era de 1845 habitantes.

## Geografia
De acordo com o United States Census Bureau tem uma área de
62,7 km², dos quais 62,4 km² cobertos por terra e 0,3 km² cobertos por água.

## Localidades na vizinhança
O diagrama seguinte representa as localidades num raio de 24 km ao redor de Laredo Ranchettes.